# Bernarda Albas Haus

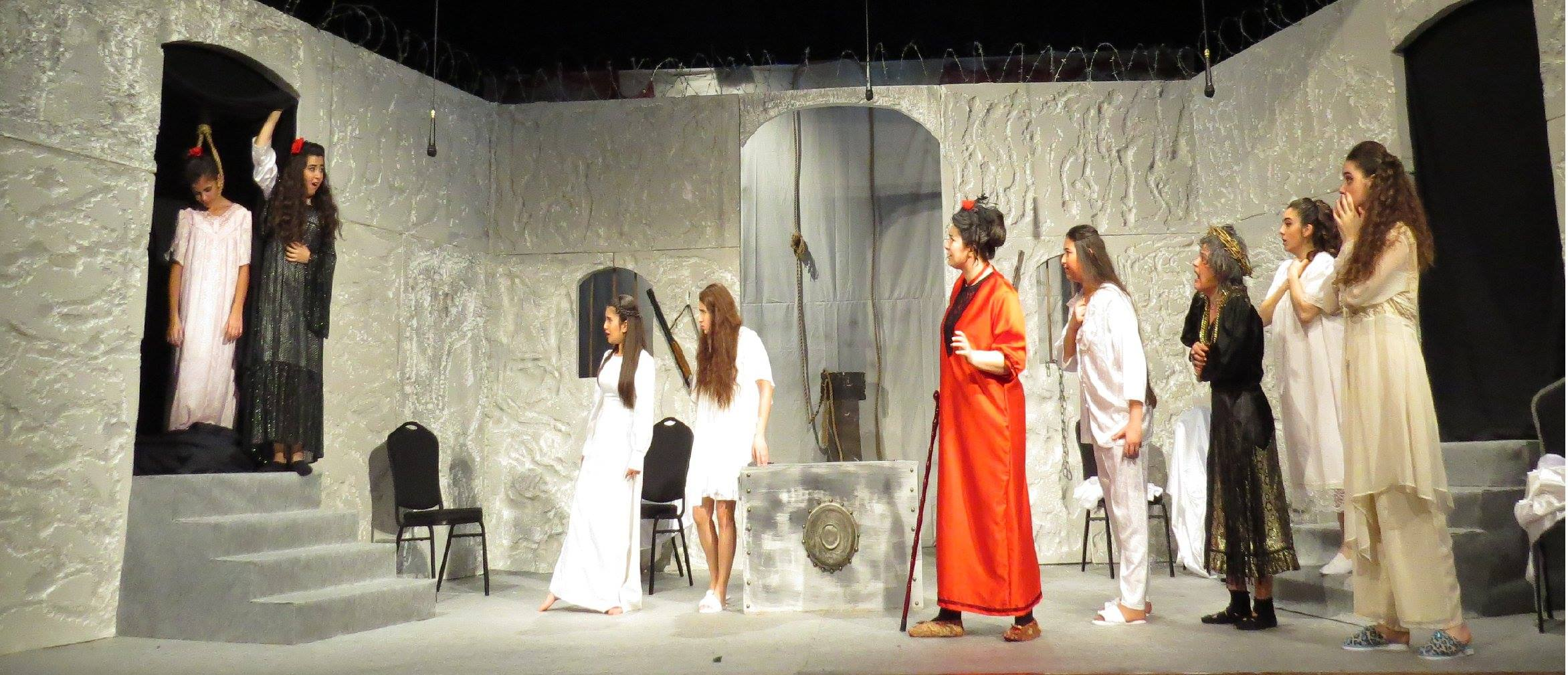
Scen från framförande av operan

Bernarda Albas Haus är en opera i tre akter med musik av Aribert Reimann. Librettot skrevs av tonsättaren efter Enrique Becks tyska översättning av Federico García Lorcas pjäs Bernarda Albas hus (1936).
Med Bernarda Albas Haus återvände Reimann till den privata sfären av mental och fysisk grymhet. Reimann tonsatte operan med orkester utan oboer, fagotter, valthorn och höga stråkinstrument. Två preparerade pianon ersätter frånvaron av slagverk. Verket pågår över två timmar utan paus. Operan hade premiär den 30 oktober 2000 i München.
Den tyranniska Bernarda beordrar åtta års sorgetid för sin döde make. Under denna tid ska hennes fem döttrar hållas i total isolering. Den äldsta, Angustias, är förlovad men hennes senila mormor, Maria Josefa, uttalar mörka profetior. Det visar sig att Angustias fästman, Pepe, också åtrås av två av hennes systrar. I en svartsjuk och återhållsam våldsam miljö jagar Bernarda iväg Pepe från huset med ett gevärsskott. Huruvida hon dödar honom är oklart; huset förbli igenstängt och mörkt.